# Данбар
Данба́р (англ. Dunbar) — місто в Шотландії в області Східний Лотіан. Розташоване на південному березі затоки Ферт-оф-Форт за 50 кілометрів від Единбургу.